# خط زمني للثورة الفرنسية

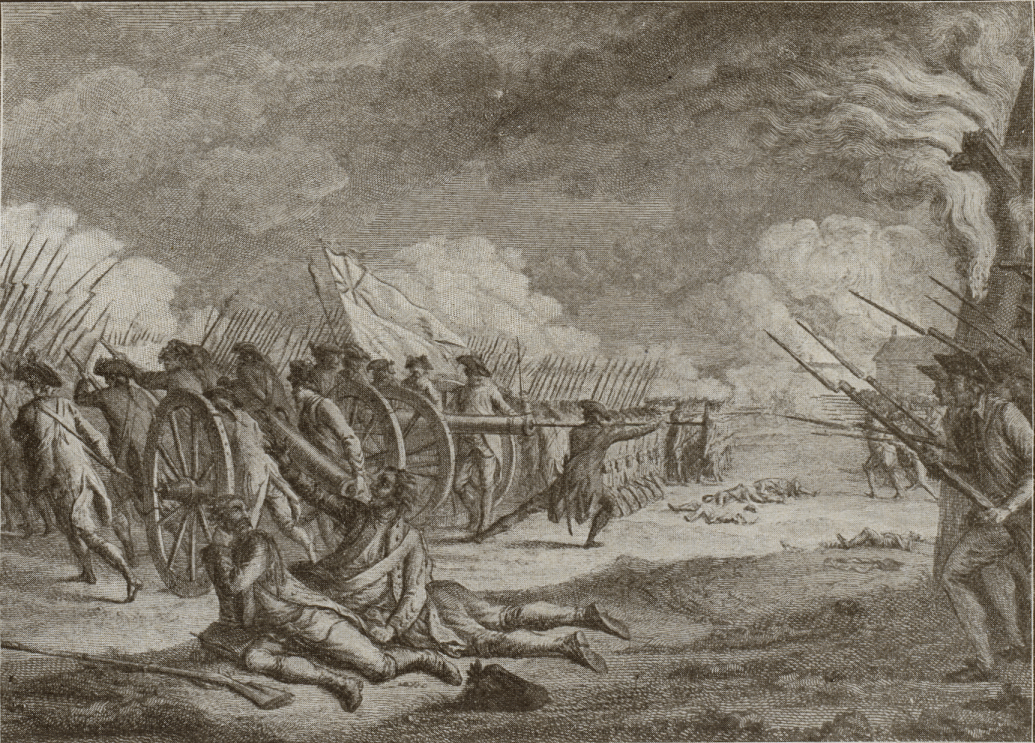
صورة توضح شكل الحروب في الثروة الفرنسية

فيما يلي خط زمني للثورة الفرنسية.

## الأحداث ذات صلة التي سبقتالثورة الفرنسية
- عصر التنوير الذي أدى إلى نقد الكثير من الكتاب الأوروبيين للنظام الملكي وتبني الديمقراطية والليبرالية والقومية والأفكار الاشتراكية.

1740
- تسببت حرب الخلافة النمساوية في سقوط النظام الملكي في ديون كبيرة.

1756
- بدأ حرب السنوات السبع التي فاقمت وضع الديون.

1774
- حفل تتويج لويس السادس عشر في رانس.

1775
- بدأ حرب الاستقلال الأمريكية (1775–1783).

1778
- فرنسا تعلن الحرب على بريطانيا العظمى لدعم المستعمرات الأمريكية. وفاقمت الحرب التابعة وضع الديون بشكل أكبر.

1781
- قانون سيجر يمنع غير النبلاء من دخول سلك الضباط في الجيش.

1783
- انفجار بركان لاكي في آيسلندا وبرودة مناخ العصر الجليدي الصغير إلى جانب فشل فرنسا في اعتماد البطاطس كمحصول أساسي يساهم في انتشار المجاعة وسوء التغذية.
- تنهي اتفاقية باريس الحرب. يزيد نجاح المستوطنين الأمريكيين ضد القوى الأوربية من طموحات الراغبين في الإصلاح في فرنسا.

1785
- شوهت قضية عقد الألماس سمعة ماري أنطوانيت.

## الأزمة المالية ومجلس الوجهاء
1786
- 20 أغسطس: أخبر كالون وزير المالية لويس أن الوضع المادي الملكي معسر.
- 29 ديسمبر: تم استدعاء مجلس الوجهاء.

1787
- 22 فبراير: أول مجلس وجهاء يلتقي على خلفية حالة من عدم الاستقرار المالي ومعارضة عامة من قبل طبقة النبلاء على فرض الضرائب والإصلاحات المالية.
- مارس: نشر كالون لمقترحاته وتعنت الوجهاء يؤدي إلى اشتباك العامة والوصول إلى طريق مسدود.
- 8 أبريل: يطرد لويس كلاً من كالون وحافظ الأختام، أو وزير العدل، ميرومسنيل، في محاولة للخروج من المأزق.
- 13 أبريل: يعين لويس لامويجنن كحافظ للأختام.
- 30 أبريل: عُين اسقف تولوز لوميني دي بريان رئيساً للوزراء.
- 25 مايو: تم حل أول مجلس للوجهاء.
- يونيو: يرسل برين مراسيم للتشريعات الإصلاح الضريبي إلى البرلمان لتسجيلها.
- 2 يوليو: يرفض برلمان فرنسا بأغلبية ساحقة التشريعات الملكية.
- 6 أغسطس: تُمررالتشريعات في جلسة ليت دي جستيس في البرلمان ويقرر البرلمان أن تسجيلها غير قانوني. وتبدأ الإجراءات الجنائية ضد كالون بتأيد من الرأي العام.
- 15 أغسطس: يرفض لويس البرلمان الباريسي ويأمر أعضاء الرلمان أن ينتقلوا إلى تروا.
- 19 أغسطس: يأمر لويس بإغلاق جميع النوادي السياسية في باريس.
- سبتمبر: الاضطرابات المدنية في الجمهورية الهولندية يؤدي إلى غزوها من قبل الجيش البروسي مما يزيد من حدة التوتر في باريس. يتراجع برين في مطالبه التشريعية، ويسمح لأعضاء البرلمان بالعودة إلى باريس.
- 19 نوفمبر: جلسة ملكية في برلمان باريس لتسجيل قروض جديدة تتحول إلى جلسة ليت دي جستس عندما لا يسمح لويس بقبول تصويت.
- 20 نوفمبر: معارضة دوق أوليون أدت إلى نفيه المؤقت، واعتقال وحبس اثنين من القضاة.

1788
- 6 مايو: صدور أمر بالقبض على اثنين من البارلمانيين الباريسيين الذين كانوا أكثر شراسة في معارضة الإصلاحات الحكومية واعلان البرلمان تضامنه مع هذين القاضيين.
- 7 مايو: سجن القاضيان.
- 8 مايو: فرض لامويجنن إصلاحات قضائية تلغي جزئياً سلطة البرلمان في مراجعة التشريعات في البرلمان خلال جلسة ليت دي جستس تتزامن مع دورات عسكرية.
- 7 يونيو: يوم البلاط في غرونوبل - أوقف الجنود اجتماع كان البرلمان قد دعى إليه في تحد لأمر حكومي.
- يونيو: احتجاج على تبعات الإصلاحات المفروضة ورفض انعقاد المحاكم في شتى أنحاء فرنسا.
- 5 يوليو: برين فكر في استدعاء النبلاء وأعضاء الكنيسة والعامة لبحث الحلول.
- 8 أغسطس: يحدد برين الأول من مايو 1789 لعقد الاجتماع مرة أخرى في محاولة لاستعادة ثقة الدائنين بعد أن علم أن الخزانة الملكية فارغة.
- 16 أغسطس: توقف سداد القروض الحكومية واعلان إفلاس الحكومة الفرنسية.
- 25 أغسطس: يستقيل براين ويحل محله جاك نيكر كوزير ماليه، ويعُين اسقف تولوز دي لوميني رئيساً للوزراء.
- سبتمبر: يفرج نيكر عن أولئك الذي تم القبض عليهم بسبب نقد سياسة براين مما أدى إلى انتشار النشرات السياسية.
- 14 سبتمبر: استقالة مالزرب.
- 6 بوفمبر: يعقد نيكر مجلس الوجهاء مرة ثانية لمناقشة النبلاء ورجال الدين والعامة.
- 12 ديسمبر: تنتهي جلسة الوجهاء الثانية برفض قاطع لزيادة تمثيل طبقة العامة.
- 27 ديسمبر: يعلن نيكر مدفوعاً بالجدل العام زيادة تمثيل طبقة العامة.

1789
- 27 أبريل: أعمال شغب في باريس بسبب تدني الأجور ونقص الغذاء أدت إلى مقتل 25 شخص على أيدي القوات.
- 5 مايو: تم استدعاء ممثلي النبلاء ورجال الدين والعامة لأول مرة منذ عام 1614.
- 14 يوليو: سقوط سجن الباستيل.